# YS Flight Simulation System 2000
Het YS Flight Simulation System 2000 is een gratis closed-source-computerprogramma dat het vliegen met vliegtuigen en helikopters simuleert. Het is vooral populair in Japan.
De auteur van het programma is een Japanse student, maar de gebruikte taal is Engels. YSFlight is niet bijzonder realistisch, waardoor het in de eerste plaats een computerspel is. Verder is er de mogelijkheid tot multiplayer-spelen via internet of LAN. YSFlight is beschikbaar voor Windows en Linux. In vergelijking met bijvoorbeeld Microsoft Flight Simulator zijn de grafische kwaliteiten van dit programma zeer beperkt, maar daardoor heeft het wel lage systeemeisen.
Over de naam van YSFlight is veel onduidelijkheid. De auteur heeft het op zijn pagina over YS Flight Simulation System 2000, maar kort dit zelf af tot YSFlight. Sommigen korten dat verder af tot YSF. Ook wordt het weleens YS Flight Simulator (of YFS) genoemd. De oorsprong van de naam is zijn eigen naam, namelijk Soji Yamakawa. Op de website is te zien dat de auteur andere programma's ook een naam met YS ervoor geeft.